# Roman Siedlecki
Roman Siedlecki (ur. 28 listopada 1954 w Łodzi) – polski lekkoatleta, sprinter, mistrz Polski. 
Specjalizował się w biegu na 400 metrów. Startował na mistrzostwach Europy w 1974 w Rzymie, gdzie odpadł w eliminacjach tej konkurencji. Podczas halowych mistrzostw Europy w 1975 w Katowicach zdobył wraz z kolegami srebrny medal w sztafecie 4 × 2 okrążenia (sztafeta biegła w składzie: Wiesław Puchalski, Roman Siedlecki, Jerzy Włodarczyk i Wojciech Romanowski).
Zdobył mistrzostwo Polski na 400 m w 1974, a także srebrny medal w sztafecie 4 × 100 metrów w 1979 oraz brązowy medal w sztafecie 4 × 400 metrów w 1977. Srebrny medal w biegu na 400 metrów na halowych mistrzostwach Polski w 1979.
W 1975 wystąpił jedyny raz w meczu reprezentacji Polski (w trójmeczu z RFN i Finlandią) w sztafecie 4 × 400 m, która zajęła 2. miejsce.
Rekordy życiowe Siedleckiego:
- bieg na 200 metrów – 21,28 (17 września 1974, Warszawa}[6]
- bieg na 400 metrów – 46,89 (19 lipca 1974, Warszawa}[7]
- bieg na 400 metrów przez płotki – 51,99 (25 czerwca 1976, Bydgoszcz)[8]

Był zawodnikiem klubów ŁKS Łódź i Zawisza Bydgoszcz.